# Iwan Pudkow
Iwan Iwanowicz Pudkow (ros. Иван Иванович Пудков, ur. 5 marca?/18 marca 1916 we wsi Koniszczewo w obwodzie tambowskim, zm. 19 kwietnia 2002 w Moskwie) – radziecki działacz państwowy i partyjny.

## Życiorys
W 1940 ukończył Moskiewski Instytut Lotniczy i został inżynierem konstruktorem, potem szefem biura konstruktorskiego, zastępcą sekretarza i sekretarzem komitetu partyjnego. Od 1945 należał do WKP(b), 1952-1962 był kolejno zastępcą szefa produkcji, szefem produkcji, głównym technologiem i głównym inżynierem fabryki lotniczej, 1962-1968 był dyrektorem fabryki lotniczej "Salut". Od 1968 do marca 1977 był I zastępcą ministra, a od marca 1977 do kwietnia 1984 ministrem budowy maszyn dla przemysłu lekkiego i spożywczego i artykułów gospodarstwa domowego, następnie przeszedł na emeryturę. W 1951 został kandydatem nauk technicznych. Od 23 lutego 1981 do 25 lutego 1986 był członkiem Centralnej Komisji Rewizyjnej KPZR. Deputowany do Rady Najwyższej ZSRR 10 i 11 kadencji.

## Odznaczenia i nagrody
- Order Lenina
- Order Rewolucji Październikowej
- Order Czerwonego Sztandaru Pracy
- Order „Znak Honoru”
- Nagroda Leninowska